# Pionus seniloides
El loro gorriblanco (Pionus seniloides) es una especie de ave que integra el género Pionus. Este loro habita en zonas selváticas del noroeste de Sudamérica.

## Distribución
Este taxón habita en selvas desde el oeste de Venezuela, pasando por Táchira hacia el centro-oeste de Colombia, centro de Ecuador hasta el noroeste del Perú.

## Hábitats y costumbres
Habita en selvas de montaña en altitudes entre los 1900 y los 3000 m s. n. m.; ocasionalmente desciende hasta los bosques nubosos a 1250 m s. n. m. Vive en el dosel arbóreo, en pequeñas bandadas de 10 a 20 ejemplares, las que son mayores fuera de la temporada de cría. Se alimenta de frutas, bayas, semillas y flores. Nidifica en huecos de árboles.

## Características
Posee una longitud de 30 cm. Exhibe un plumaje general verde. La frente y la corona son blanco-grises con ribetes de color salmón; las plumas de la parte superior de la cabeza, la nuca y los lados del cuello son gris-azules con base blanca y borde negro-violáceo; plumas que cubren los oídos gris oscuro con centro de color blanco-rosado; mejillas y mentón blanquecinos con amplio ribete de color marrón-gris; banda de color rosa a través de la garganta se fusiona con el gris-azul amarronado del pecho; abdomen marrón grisáceo-verdoso con el borde de cada pluma de color herrumbre; cobertoras subcaudales rojas; coberteras alares de las primarias de color verde; cobertoras subalares y la parte inferior de las remeras de color verde opaco; rectrices caudales medias de color verde, rectrices caudales exteriores con la punta de color rojizo-azulado ahumado y la base roja; pico de color cuerno pálido; anillo perioftálmico gris; iris de color marrón; patas grises.

## Taxonomía
Este taxón fue descrito originalmente en el año 1854 por los ornitólogos franceses Francois Victor Massena y Charles de Souancé bajo el nombre científico de Psittacus selinoides.
Fue tratado como formando una subespecie de la especie P. tumultuosus, es decir, Pionus tumultuosus seniloides. Para mediados del año 2014 se lo considera una especie plena.